# Gerardo Arrubla
Gerardo Arrubla Ramos (Bogotá, 3 de marzo de 1872-Ibidem, 2 de mayo de 1946) fue un historiador, político y escritor colombiano, miembro del Partido Conservador Colombiano.
Arrubla estudió derecho en la Universidad Nacional de Colombia, desempeñándose como periodista fue editor de los periódicos El Correo Nacional, El Reportero y La Opinión entre 1897 y 1901, durante la guerra de los Mil Días. Como político del Partido Conservador Colombiano fue representante de la Cámara de diputados, alcalde de Bogotá, director de la Biblioteca y el Museo Nacional, y director de Instrucción Pública.
Fue miembro de la Academia Colombiana de Historia, presidiéndola entre 1923 y 1924; también de la Sociedad de Americanistas de París y la Academia Nacional de la Historia de Venezuela.
Escribió obras como Viejos papeles (1908), Datos Históricos de la Estadística Colombiana (1925) con Enrique Otero d'Costa, Escultura prehistórica (1929), Ensayo sobre los aborígenes de Colombia (1934) y especialmente Historia de Colombia para las escuelas y colegios de la República (1910) con Jesús María Henao.

## Familia
Gerardo era miembro de una familia de la aristocracia bogotana. Sus padres eran el abogado José María Arrubla Quevedo y Mercedes Ramos Ruíz; su único hermano era Juan Manuel Arrubla Ramos.
Su padre era nieto del político neogranadino José María Arrubla y Martínez, presidente del Estado Libre de Cundinamarca en 1812, por lo que se considera que ocupó la presidencia de Colombia (pese a que Cundinamarca disputaba la legitimidad con las Provincias Unidas de la Nueva Granada). Arrubla fue fusilado durante la reconquista española.